# Emballotheca quadrata
Emballotheca quadrata is een mosdiertjessoort uit de familie van de Lanceoporidae. De wetenschappelijke naam van de soort is, als Mucronella quadrata, voor het eerst geldig gepubliceerd in 1880 door MacGillivray.